# Governo Vučić II
Il Governo Vučić II è stato il tredicesimo governo della Serbia, per un totale di 10 mesi e 19 giorni, dall'11 agosto 2016 al 29 giugno 2017 la sua formazione avviene in seguito alle elezioni parlamentari del 2016.

## Situazione parlamentare
| Camera              | Collocazione     | Partiti | Seggi     |
| ------------------- | ---------------- | --- | --------- |
| Assemblea Nazionale | Maggioranza      | La Serbia sta vincendo (131), PS - SU (29), Verdi (1)                                                                     | 161 / 250 |
| Assemblea Nazionale | Appoggio esterno | VMSZ/SVM (4) | 4 / 250   |
| Assemblea Nazionale | Opposizione      | PRS (22), DJB (16), Per una Serbia Giusta (16), PD (13), Unione per una Serbia Migliore (13), CDBS (2), PADS (2), PAD (1) | 85 / 250  |

## Storia
Il 17 gennaio 2016 il primo ministro Vučić annuncia che da lì a qualche mese si sarebbe dimesso con la volontà di anticipare le elezioni, onde evitare che allo scadere della 10ª legislatura prevista nel 2017 potesse uscire un voto frammentato, che avrebbe potuto portare il paese a una lunga crisi politica e avrebbe potuto rallentare il processo di adesione all'Unione Europea. Così il 3 marzo sale dal presidente Tomislav Nikolić e, dopo un breve colloquio in cui giustifica la scelta delle dimissioni e la necessità di elezioni anticipate, Tomislav scioglie l'assemblea nazionale e indice le elezioni per il 24 aprile. Nel mese di giugno del 2016, un mese e mezzo dopo lo svolgimento delle elezioni che avevano visto la vittoria della coalizione di governo uscente e dopo il giuramento dell'undicesima legislatura l'elezione dei membri del parlamento dalla durata di circa 25 giorni, Vučić viene incaricato di formare un nuovo governo e accetta con riserva. Il giorno 8 agosto annuncia che finalmente dopo le trattative sulla composizione della lista dei ministri si è trovata una quadra e scioglie la riserva. Due giorni dopo si presenta al parlamento e viene approvata la mozione di fiducia. Il giorno seguente il governo giura, entrando in carica.

## Composizione
| Carica                                                                            | Titolare | Titolare | Titolare                             | Partito politico | Partito politico |
| --------------------------------------------------------------------------------- | -------- | -------- | ------------------------------------ | ---------------- | ---------------- |
| Primo ministro                                                                    |          |          | Aleksandar Vučić                     | PPS              |                  |
| Vice Primo ministro Ministro degli affari esteri                                  |          |          | Ivica Dačić (Fino al 30 maggio 2017) | PS               |                  |
| Ministro dell'Edilizia, Trasporti e Infrastrutture                                |          |          | Zorana Mihajlović                    | PPS              |                  |
| Ministro degli interni                                                            |          |          | Nebojša Stefanović                   | PPS              |                  |
| Ministro del Commercio, Turismo e Telecomunicazioni                               |          |          | Rasim Ljajić                         | PSP              |                  |
| Ministro dell'Agricoltura, silvicoltura ed economia dell'acqua                    |          |          | Branislav Nedimović                  | PPS              |                  |
| Ministero della Cultura e dell'Informazione                                       |          |          | Vladan Vukosavljević                 | NI               |                  |
| Ministro della Difesa                                                             |          |          | Aleksandar Vulin                     | MDS              |                  |
| Ministro dell'economia                                                            |          |          | Goran Knežević                       | PPS              |                  |
| Ministero dell'ambiente                                                           |          |          | Goran Trivan                         | PS               |                  |
| Ministro dell'istruzione, scienza e sviluppo tecnologico                          |          |          | Mladen Šarčević                      | NI               |                  |
| Ministro dell'integrazione europea                                                |          |          | Jadranka Joksimović                  | PPS              |                  |
| Ministro delle finanze                                                            |          |          | Dušan Vujović                        | Indipendente     |                  |
| Ministro della Salute                                                             |          |          | Zlatibor Lončar                      | PPS              |                  |
| Ministero della Giustizia                                                         |          |          | Nela Kuburović                       | PPS              |                  |
| Ministero del Lavoro, dell'occupazione e delle politiche sociali                  |          |          | Aleksandar Vulin                     | MDS              |                  |
| Ministro delle miniere e dell'Energia                                             |          |          | Aleksandar Antić                     | PS               |                  |
| Ministro dello Sport e della gioventù                                             |          |          | Vanja Udovičić                       | PPS              |                  |
| Ministero della Pubblica Amministrazione e Autonomie Locali                       |          |          | Ana Brnabić                          | Indipendente     |                  |
| Ministro dell'innovazione e dello sviluppo tecnologico                            |          |          | Mladen Šarčević                      | PPS              |                  |
| Ministero dello sviluppo regionale                                                |          |          | Milan Krkobabić                      | SG               |                  |
| Ministro della Prevenzione della violenza e protezione dei bambini e dei disabili |          |          | Slavica Đukić Dejanović              | PS               |                  |